# استان گابرووو
استان گابرووو (به بلغاری: Област Габрово) یک استان در بلغارستان است که در شمالغربی واقع شده‌است.

## خصوصیات
استان گابرووو ۲٬۰۲۳ کیلومتر مربع مساحت و ۱۲۲٬۷۰۲ نفر جمعیت دارد.

## نگارخانه

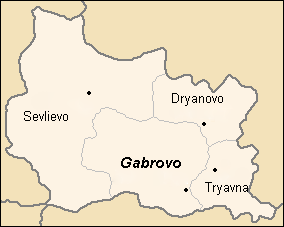